# Большие Турки
Большие Турки — деревня в Калининском районе Саратовской области. Входит в состав сельского поселения Таловское муниципальное образование. 

## География
Находится на расстоянии примерно 23 километра на юг от районного центра города Калининска.

## История
Основана во второй половине XVIII века.

## Население
Постоянное население составило 37 человека в 2002 году, 0 в 2010.